# Индустријска зона ди Риволи ди Озопо (Удине)
Индустријска зона ди Риволи ди Озопо је насеље у Италији у округу Удине, региону Фурланија-Јулијска крајина.
Према процени из 2011. у насељу је живело 18 становника. Насеље се налази на надморској висини од 171 м.